# Une vieille maîtresse (film)
Pour plus de détails, voir Fiche technique et Distribution.
Une vieille maîtresse est un  film français écrit et réalisé par Catherine Breillat, d'après le roman éponyme de Barbey d'Aurevilly, sorti en 2007.

## Synopsis
Paris, 1835. Le beau Ryno de Marigny doit épouser la jeune Hermangarde de Polastron dont il semble réellement épris. Mais sa maîtresse Vellini, une Malagaise possessive qu'il fréquente depuis dix ans, ne peut l'imaginer durablement dans les bras d'une autre…

## Fiche technique
- Titre : Une vieille maîtresse
- Réalisation : Catherine Breillat
- Scénario : Catherine Breillat, d'après le roman éponyme de Barbey d'Aurevilly
- Production : Jean-François Lepetit
- Photographie : Yórgos Arvanítis
- Langue : français
- Budget : 7 000 000 d'euros
- Date de sortie : 2007
- 100 014 entrées au cinéma Français

## Distribution
- Asia Argento : Vellini
- Fu'ad Aït Aattou : Ryno de Marigny
- Roxane Mesquida : Hermangarde de Polastron
- Claude Sarraute : la Marquise de Flers
- Yolande Moreau : la Comtesse d'Artelles
- Michael Lonsdale : le Vicomte de Prony
- Anne Parillaud : Mme de Solcy
- Jean-Philippe Tessé : le Vicomte de Mareuil
- Sarah Pratt : la Comtesse de Mendoze
- Amira Casar : Mademoiselle Marie-Cornélie Falcon
- Lio : la Chanteuse
- Isabelle Renauld : l'Arrogante
- Léa Seydoux : Olivia

## Autour du film
Le film a été tourné en partie sur l'île de Bréhat dans les Côtes-d'Armor.
Le film est présenté au festival de Cannes 2007.
Depuis la fenêtre du manoir breton, la comtesse d’Artelles incarnée par Yolande Moreau constate que « la mer monte », référence au titre du film que celle-ci a réalisé en 2004.